# Хаєв
Хаєв (пол. Chajew) — село в Польщі, у гміні Броншевиці Серадзького повіту Лодзинського воєводства.
Населення — 183 особи (2011).
У 1975-1998 роках село належало до Серадзького воєводства.

## Демографія
Демографічна структура станом на 31 березня 2011 року:
|          | Загалом | Допрацездатний вік | Працездатний вік | Постпрацездатний вік |
| -------- | ------- | ------------------ | ---------------- | -------------------- |
| Чоловіки | 83      | 20                 | 55               | 8                    |
| Жінки    | 100     | 28                 | 47               | 25                   |
| Разом    | 183     | 48                 | 102              | 33                   |